# Lucas el Evangelista
Lucas el Evangelista, San Lucas o, simplemente, Lucas (del griego Loukas y que podría ser la abreviatura de Loukanos, Loukianos o Loukios) es considerado el autor del Evangelio de Lucas, siendo así uno de los cuatro evangelistas junto con Mateo, Marcos y Juan, autores de los demás evangelios canónicos. También se le atribuye la autoría del libro de los Hechos de los Apóstoles como continuación de su evangelio.
Lucas fue también amigo y colaborador de Pablo de Tarso.
La Iglesia católica y otras confesiones cristianas lo veneran como santo y como patrón de artistas, médicos, solteros, notarios, orfebres, cerveceros, carniceros y otros, siendo su fiesta el 18 de octubre.

## Biografía
Lucas nació en el Siglo I, probablemente en Antioquía o, al menos, tuvo una estrecha relación con esta ciudad. Su origen no era judío, sino gentil, probablemente griego, dado su gran dominio del idioma. El propio Pablo de Tarso diferencia entre sus compañeros surgidos del judaísmo y Lucas en su carta a los colosenses. Con todo, algunos exégetas y teólogos piensan que Lucas fue un judío de la diáspora.
Lucas fue compañero de Pablo en muchos de sus viajes misioneros y también durante sus estancias en prisión en Jerusalén y en Roma, acompañándolo incluso hasta el final de su vida. También residió en la ciudad de Filipos, donde Pablo lo dejó para continuar su viaje y donde lo recogió posteriormente.
Lucas es mencionado como médico en las epístolas de Pablo:

Lucas, el médico amado, los saluda, y también Demas.
 Saludos enviados por Pablo a la iglesia de Colosas.

Al escribir su evangelio, Lucas describe que ha investigado todos los hechos, por lo que es probable que hubiese conocido y entrevistado a muchos testigos de los acontecimientos relatados: María o alguno de sus amigos íntimos o parientes, Felipe el evangelista, Juana (esposa de Chuza, mayordomo de Herodes Antipas), etc. Así relata acontecimientos íntimos como la Anunciación, la Visitación, la Navidad, detalles sobre la infancia de Jesús e incluso acerca de los sentimientos de María. Algún exégeta avanza en la hipótesis de que fue la propia María quien le transcribió el himno del “Magnificat” que ella elevó a Dios en un momento de exultación en el encuentro con su prima Isabel.

Muchos han emprendido la tarea de escribir la historia de los hechos que Dios ha llevado a cabo entre nosotros, según nos los transmitieron quienes desde el comienzo fueron testigos presenciales y después recibieron el encargo de anunciar el mensaje. Yo también, excelentísimo Teófilo, lo he investigado todo con cuidado desde el principio, y me ha parecido conveniente escribirte estas cosas ordenadamente, para que conozcas bien la verdad de lo que te han enseñado.
 Prólogo del Evangelio de Lucas.

María guardaba todo esto en su corazón, y lo tenía muy presente.
 Relato del Evangelio de Lucas acerca de los sentimientos de María.

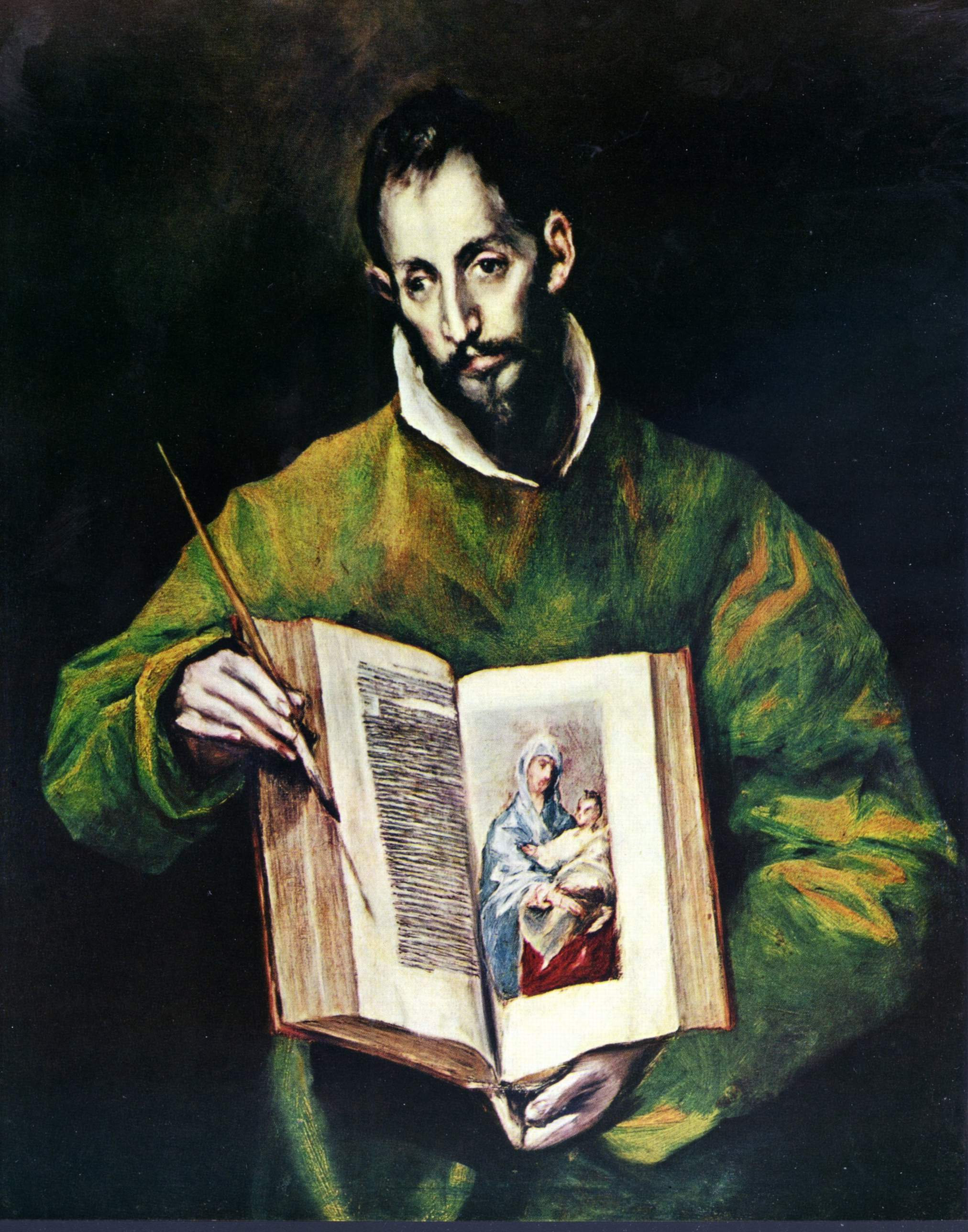
Lucas el Evangelista por El Greco

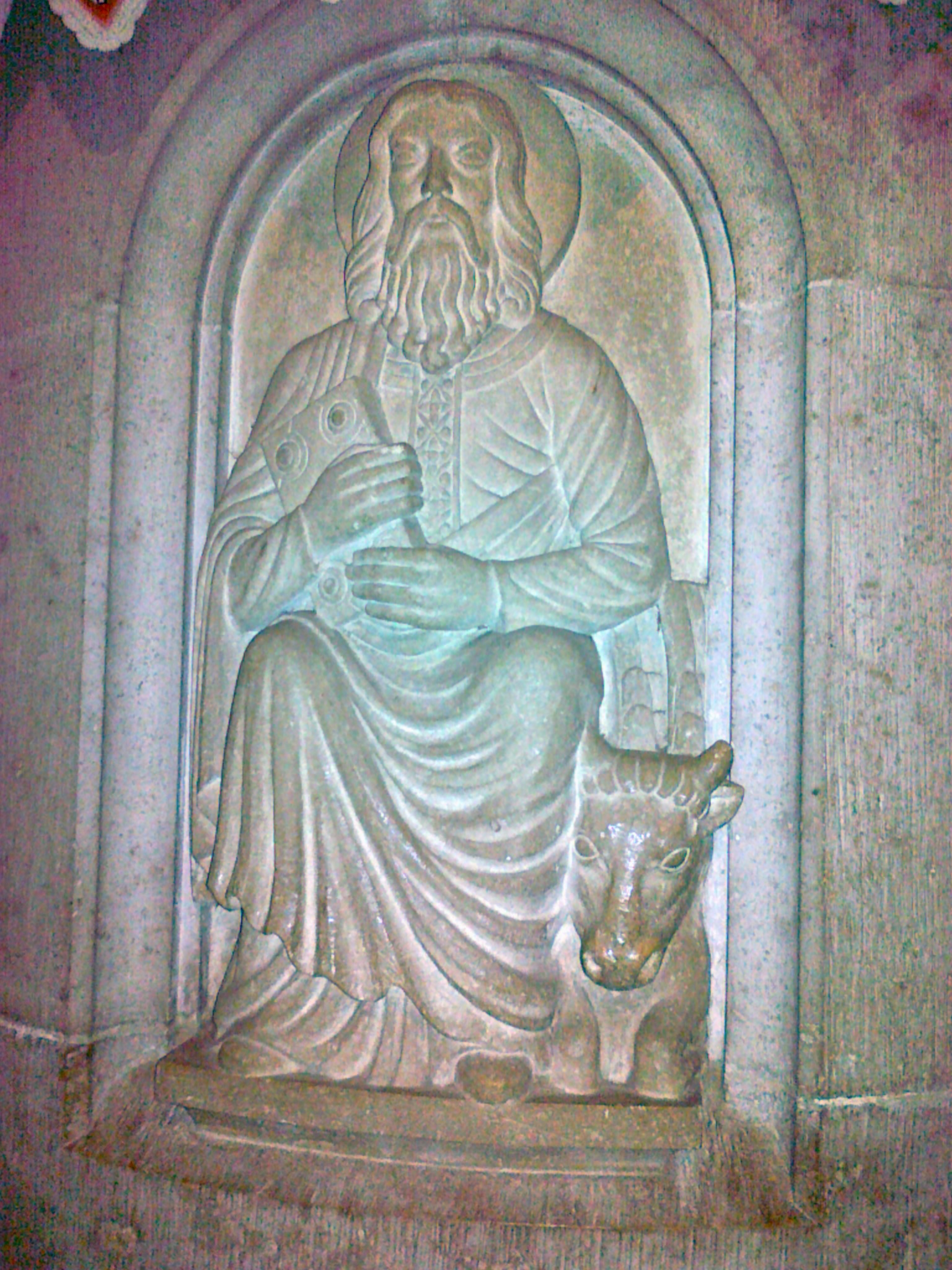
Relieve medieval de Lucas el Evangelista en la Iglesia de Ják en Hungría.

A través del libro de los Hechos, se sabe que Lucas estuvo en Tróade, Mitilene, Quíos, Samos Mileto Samotracia, Neápolis Filipos Éfeso, Cos Rodas Patara Tiro, Tolemaida, Cesarea, Jerusalén, Adramitio, Sidón, Mira, Malta, Siracusa, Regio, Pozzuoli y Roma.
Jerónimo de Estridón cree que es muy probable que Lucas fuera "el hermano, cuyo renombre a causa del Evangelio se ha extendido por todas las Iglesias" (2 Corintios) y que fuera uno de los portadores de la carta a Corinto.[cita requerida]
No se conoce bien el final de la vida de Lucas: se discute si fue martirizado o si, según el antiguo Prefatio vel Argumentum Lucae, murió de anciano.[cita requerida] Algunos autores sostienen que habría predicado en Macedonia, Acaya y Galacia y que supuestamente falleció en Beocia. Según una tradición antigua, Lucas habría sido martirizado junto al apóstol Andrés en Patras, en la provincia romana de Acaya.
La tradición indica que Lucas mandó ser enterrado junto a la imagen tallada de "nuestra Señora" que él mismo había confeccionado.[cita requerida] Luego, según Jerónimo de Estridón, sus huesos fueron transportados a Constantinopla, a la basílica de los Santos Apóstoles.[cita requerida]
Cuando sus restos sufrieron aquel primer traslado, el emperador  se hizo cargo de aquella imagen tallada, la cual originaría (siglos después) el culto a la Virgen de Guadalupe en España.[cita requerida]
En tiempos de las Cruzadas, las reliquias de Lucas llegaron a Padua.[cita requerida] Desde entonces se conservan en la Basílica de Santa Justina. El cráneo fue trasladado en 1354 de Padua a Praga, a la catedral de San Vito por voluntad del emperador Carlos IV.[cita requerida]

## Atribución del evangelio de Lucas

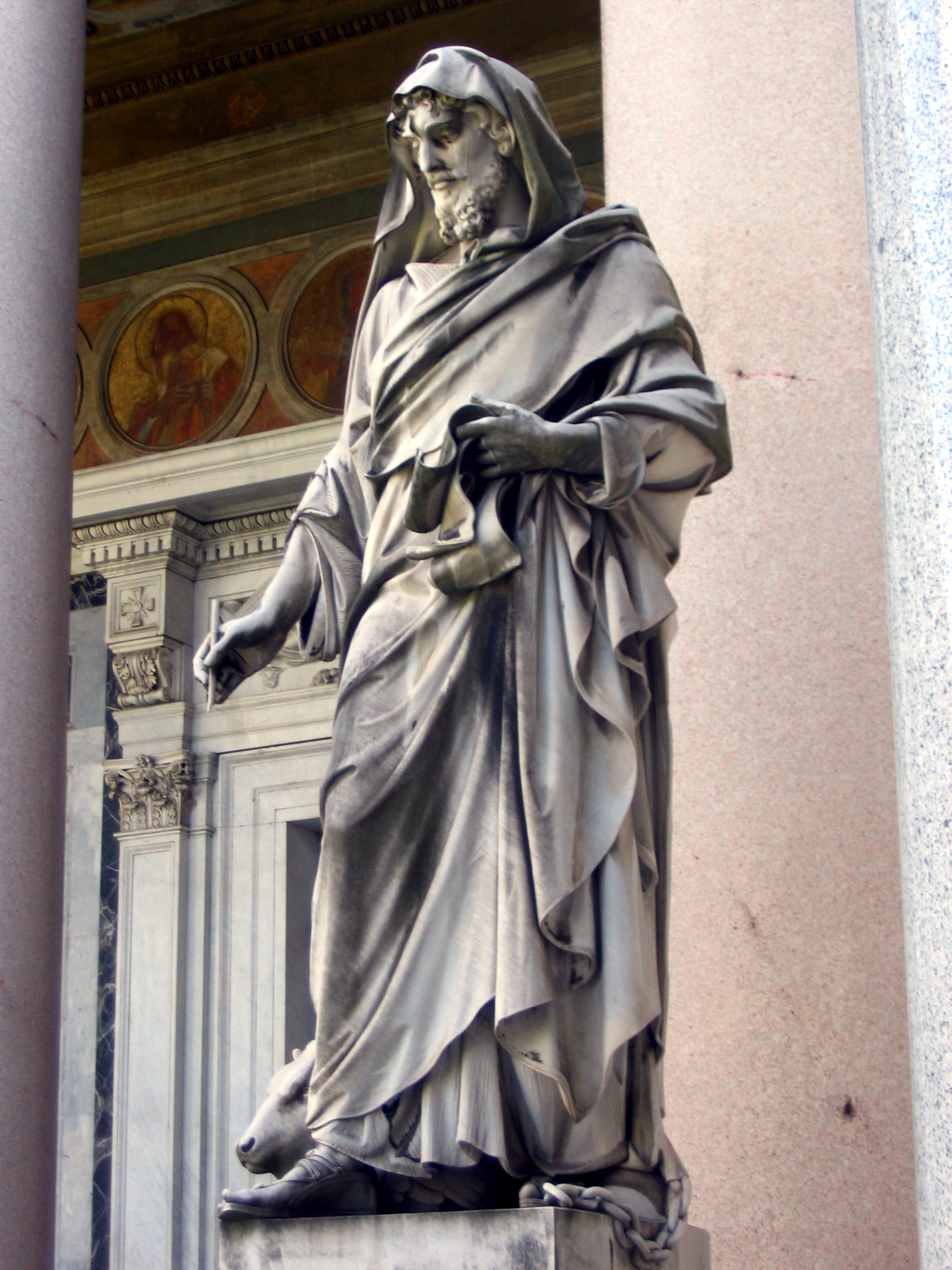
Estatua que representa a Lucas el Evangelista, con el cálamo del escritor en su mano derecha y un rollo en la izquierda. Basílica de San Pablo Extramuros.

Figuras destacadas del cristianismo primitivo, como Jerónimo y Eusebio, reafirmaron más tarde su autoría, aunque la falta de pruebas concluyentes sobre la identidad del autor de las obras ha dado lugar a discusiones en círculos académicos, tanto seculares como religiosos.
También se sabe que, en la redacción de su Evangelio, Lucas hizo una prolija investigación entrevistando a personas (incluyendo a los Apóstoles y tal vez a María, la madre de Jesús), que fueron testigos de estos hechos, como se puede encontrar en el prólogo de su Evangelio y que los Hechos de los Apóstoles es su continuación. Es el más largo y el mejor redactado por el uso depurado y equilibrado del griego, como solo de  una persona culta y erudita se podía esperar en tales fechas. 
Se pueden presentar tres razones por las cuales se concede a Lucas, el querido médico de Pablo, la autoría del evangelio que lleva su nombre.
Primero, porque es improbable que se lo hubieran inventado. Si la iglesia primitiva hubiera querido poner el nombre del autor a la obra que hoy adjudicamos a Lucas, es poco probable que hubieran elegido a Lucas, pues este no fue un testigo ocular de los hechos que narra, no es un apóstol de Jesús. Esto milita a favor de su autoría.
Segundo, porque cuenta con el testimonio unánime de la iglesia primitiva. Podemos citar por ejemplo a San Ireneo:
«Mateo publicó su propio Evangelio entre los hebreos en su propia lengua, cuando Pedro y Pablo estaban predicando el evangelio en Roma y fundando la iglesia allí. Después de su partida, Marcos, el discípulo e intérprete de Pedro, él mismo nos dejó por escrito la esencia de la predicación de Pedro. Lucas, seguidor de Pablo, asentó en un libro el evangelio predicado por su maestro. Luego Juan, el discípulo del Señor, quien también se recostaba sobre su pecho, produjo su Evangelio mientras vivía en Éfeso en Asia». (Ireneo, Adversus Haereses 3,3,4)
Tercero, porque no existen competidores para la autoría de dicha obra.
Estas tres razones acreditan la autoría de dicha obra, a San Lucas, el médico amado. También tomar en cuenta que el consenso de los eruditos liberales y conservadores es que Lucas es muy preciso como historiador. Es erudito, es elocuente, su griego se aproxima a la calidad clásica, escribe como un hombre educado, y los descubrimientos arqueológicos demuestran una y otra vez que Lucas es preciso en lo que tiene que decir.

## Obra
El tercer evangelio es obra de un discípulo de Pablo, un médico probablemente de origen sirio. Quizás se convirtió a la fe cristiana cuando los cristianos perseguidos de Jerusalén y de Cesarea buscaron refugio fuera de Palestina, llevando consigo el mensaje. A partir del año 50 acompañó a Pablo en sus misiones.
Tal vez fue en Grecia donde redactó su evangelio y el libro de los Hechos. Para él eran las dos mitades de una misma obra, y con toda probabilidad tanto una como otra fueron terminadas antes del año 64 o 65.
Para ese entonces Lucas estaba en Roma a donde había llegado dos años antes acompañando a Pablo misionero.
Lucas precisa que fue a indagar el testimonio de los primeros servidores de la Palabra, es decir, de los apóstoles. En efecto, más de una vez fue con Pablo a Jerusalén y a Cesarea, donde las primeras comunidades guardaban los documentos en los cuales se inspiraban los tres primeros evangelios.
Lucas conservó, como Marcos, los dos grandes bloques en que se basaba esta catequesis primitiva: la actividad de Jesús en Galilea, y sus últimos días en Jerusalén, pero insertó entre ellos el contenido de otro documento que contenía muchas palabras de Jesús.
Otros documentos de las primeras comunidades de Palestina le proporcionaron el contenido de sus dos primeros capítulos consagrados a la infancia de Jesús. Aquí está el testimonio de la comunidad primitiva de la cual formaba parte María. Esos capítulos otorgan de partida al evangelio de Lucas su carácter propio; si hubiera que caracterizarlo con una palabra, habría que decir que es el más humano de los cuatro.
Ese sentido profundamente humano de Lucas, lo vemos por ejemplo en el cuidado que puso para recordar la actitud de Jesús con respecto a las mujeres. Pero, en seguida, ya que Lucas había dejado a su familia para seguir a Pablo misionero, viviendo en la inseguridad, recalcó más que otros la incompatibilidad entre el Evangelio y las posesiones.
Lucas, discípulo de Pablo, puso de relieve las palabras de Jesús que recuerdan que la salvación es ante todo, no la recompensa por nuestros méritos, sino un don de Dios. Por eso quiso salvar las parábolas que ilustran la muy asombrosa misericordia de Dios.
Después del evangelio de la infancia (Lucas) y el relato del bautismo de Jesús en Judea, el evangelio de Lucas comprende tres secciones:
-El ministerio de Jesús en Galilea: Lucas.
-El viaje a Jerusalén atravesando Samaria: Lucas.
-Los acontecimientos de Jerusalén: Lucas.

## Veneración de sus reliquias

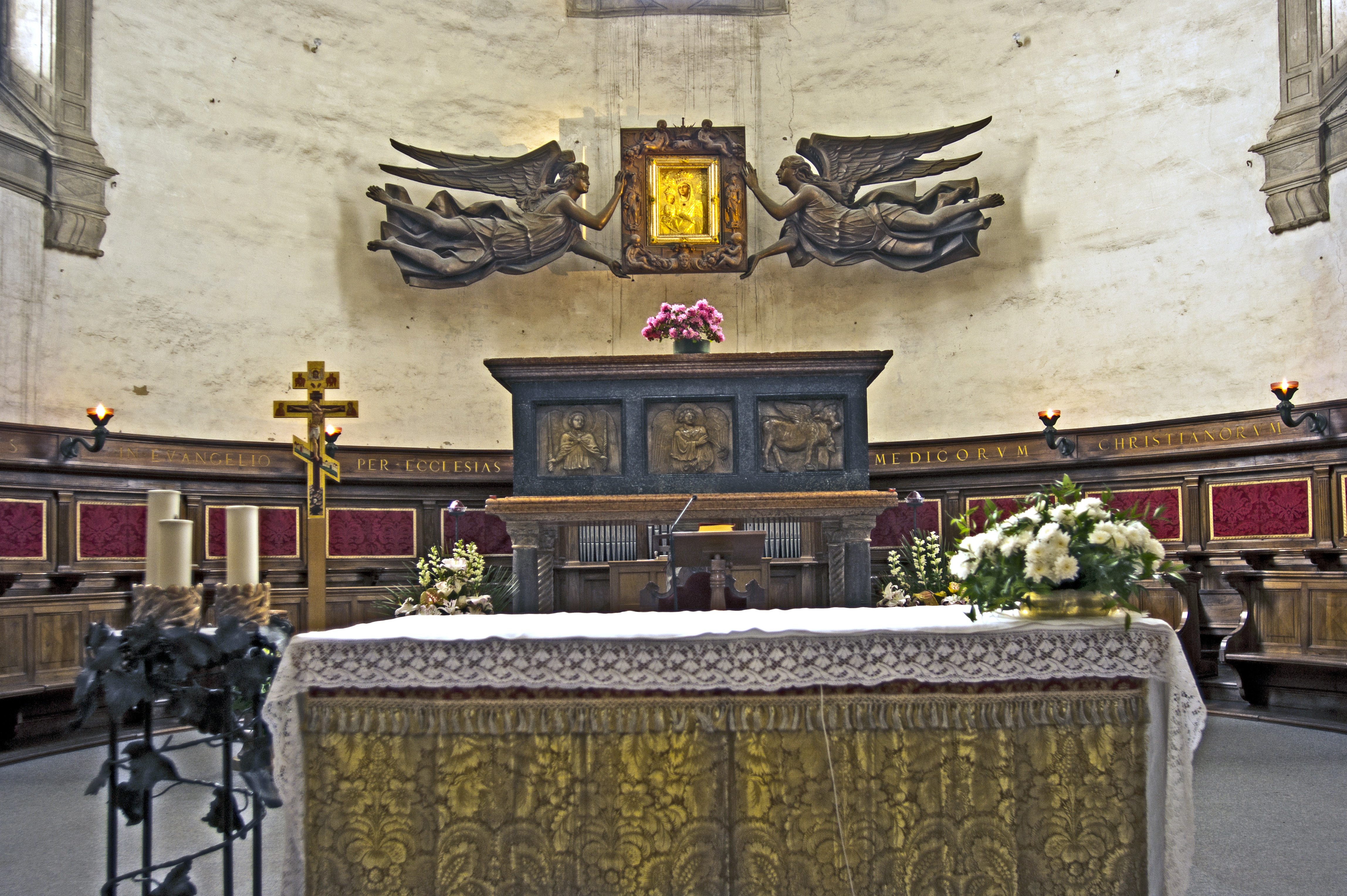
Relicario de san Lucas, con forma de arca, en la Basílica de Santa Justina en Padua.

Las principales localidades que se atribuyen la posesión de las reliquias son Constantinopla, Padua y Venecia. La traslación de las reliquias de Lucas el Evangelista a Constantinopla en el siglo IV cuenta con suficiente documentación. Por su parte, la de Padua es mencionada en el Martirologio romano; y la Basílica de Santa Justina en Padua conserva un arca, llamada de san Lucas, que custodiaría su cuerpo menos la cabeza, que se encontraría en la catedral de San Vito, en Praga. Su festividad se celebra el 18 de octubre en las denominaciones cristianas más numerosas.

## Lucas el Evangelista en la iconografía
Iconográficamente, Lucas el Evangelista se simboliza por un toro (buey o becerro) alado. Ese símbolo es antiguo y se inspira en el Libro de Ezequiel (Ezequiel 1:10) y en las palabras del Apocalipsis que señalan la presencia de cuatro seres vivientes delante del trono del Cordero (que se suelen interpretar como los cuatro evangelistas, ver Tetramorfos), uno de los cuales tenía forma de toro o becerro (Apocalipsis 4:6-7).
A menudo se lo representa como un pintor, tal el caso de la obra San Lucas pintando a Cristo en la cruz, de Francisco de Zurbarán, que se conserva en el museo del Prado. También se lo representa retratando a María, madre de Jesús, como en los mosaicos de la Basílica de Santa María la Mayor en Roma, o en el cuadro San Lucas con el retrato de la Virgen, obra de El Greco que se conserva en la catedral de Toledo.